# Fokker (vliegtuigenfabriek)
De Koninklijke Nederlandse vliegtuigenfabriek Fokker  was in de eerste helft van de 20e eeuw een van de grootste en belangrijkste vliegtuigbouwbedrijven ter wereld onder leiding van Anthony Fokker. Dit artikel beschrijft het bedrijf tot aan het faillissement in 1996.
In 1912 vertrok Fokker -in het kader van zijn studie- naar de omgeving van Berlijn, waar hij succesvolle demonstratievluchten maakte en een bedrijf oprichtte. Bij het uitbreken van de Eerste Wereldoorlog werd zijn voornoemde fabriek door de staat overgenomen en verplaatst naar Schwerin, waar Fokker aanbleef als directeur. Hij bouwde daar tijdens de Eerste Wereldoorlog ca. 4.000 vliegtuigen. Na de overgave van Duitsland keerde hij terug naar Nederland en vóór de Eerste Luchtverkeer Tentoonstelling Amsterdam richtte hij op 21 juli 1919 de N.V. Nederlandse Vliegtuigenfabriek op. Deze fabriek werd gevestigd aan de Papaverweg 31-33 op het terrein van de voornoemde tentoonstelling in Amsterdam-Noord. Later, rond 1924, werd zijn achternaam aan de bedrijfsnaam toegevoegd. In 1947 kreeg de fabriek vanwege het 30-jarig jubileum het predicaat koninklijk.
Na de Tweede Wereldoorlog, rond 1950, wist het bedrijf zich snel te herstellen van de oorlogsschade en kwam de verhuizing op gang van de fabriek naar Schiphol, in de gemeente Haarlemmermeer. In 1957 was de verhuizing afgerond. De fabriek voerde regelmatig technologische innovaties door, zoals meer comfort voor de passagier. Ook volgde meer internationale samenwerking.
Vanaf de jaren 1980 werden nieuwe vliegtuigmodellen geïntroduceerd, ondanks de wereldwijde sterke concurrentie. De combinatie van hoge ontwikkelingskosten, zware concurrentie, de lage dollarkoers en veranderingen in de luchtvaartmarkt leidde in 1996 tot het faillissement van het bedrijf.

## Geschiedenis

### Eerste Wereldoorlog

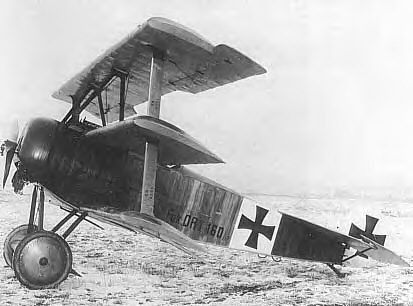
Een Fokker Dr.I

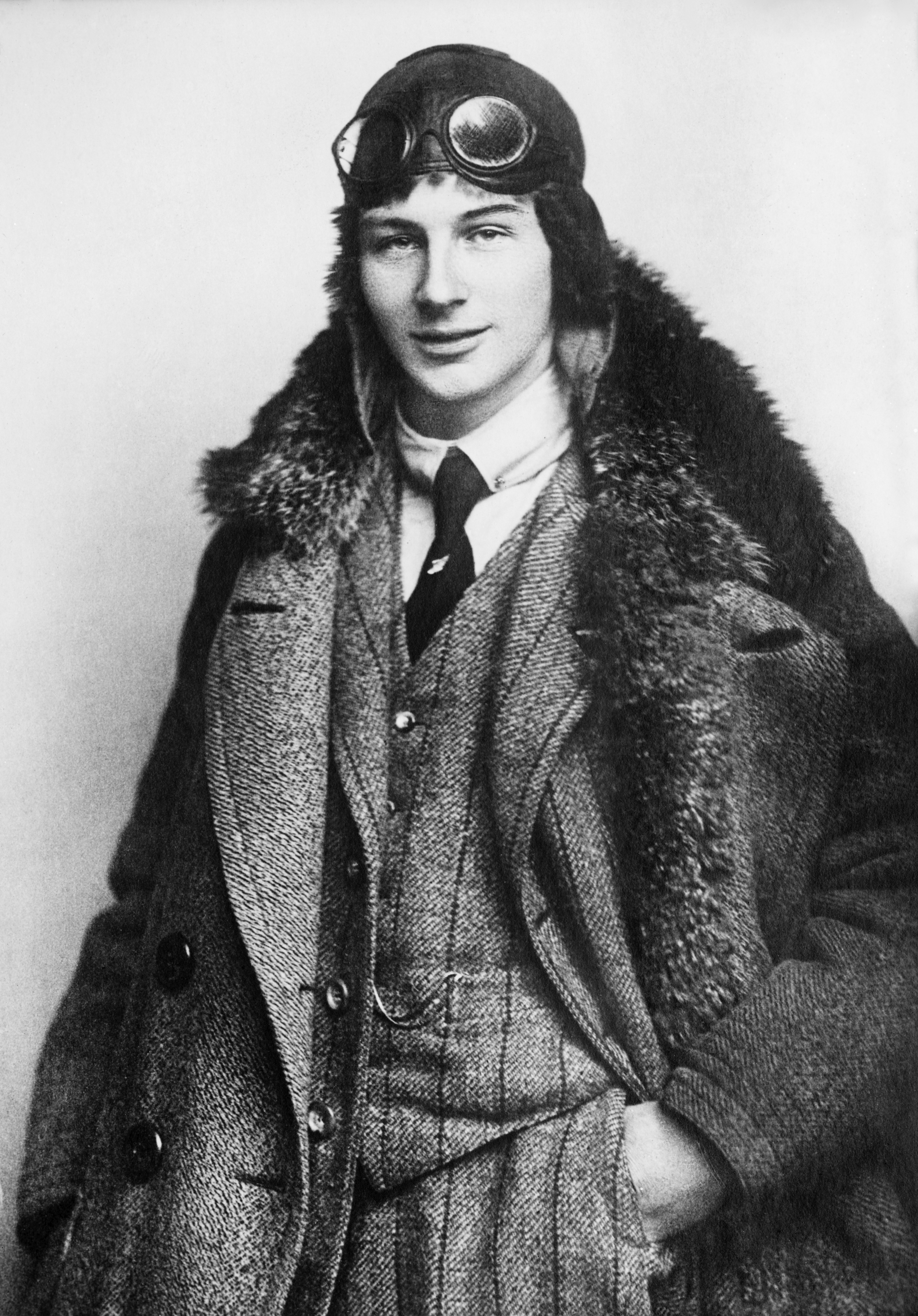
Anthony Fokker, 1912

Voor het begin van de Eerste Wereldoorlog ging Anthony Fokker in Duitsland wonen waar hij een fabriek in Johannisthal bij Berlijn oprichtte. Later verhuisde de fabriek naar Schwerin. Het eerste bekende en succesvolle vliegtuig dat Fokker produceert was de Fokker Eindecker. Dit vliegtuig bezat als eerste de mogelijkheid door de bladen van de propeller heen te schieten zonder deze te beschadigen. Dit was mogelijk door een mede door Fokker uitgevonden mechanisme dat het machinegeweer blokkeerde wanneer er zich een propellerblad voor de loop bevond, het synchronisatiesysteem. Toen de Duitse regering Hugo Junkers en Fokker tot samenwerking dwong, kwam Fokker in aanraking met dikke vleugelprofielen. Deze paste hij toe op twee andere zeer succesvolle vliegtuigen, de Fokker Dr.I Dreidecker en de Fokker D.VII.
De Fokker Dr.I werd vooral bekend toen Manfred von Richthofen met dit type ging vliegen. Von Richthofen was de hoogst scorende luchtaas uit de Eerste Wereldoorlog met tachtig neergehaalde vliegtuigen. Met zijn vuurrode Fokker Dr.I werd hij de nachtmerrie van de geallieerde piloten. Zijn bijnaam Rode Baron had hij te danken aan de rode kleur van zijn toestel. Het werd aangedreven door een 185 pk zescilindermotor van BMW en was een zeer wendbaar toestel. Toen de Duitsers zich overgaven was een van de eisen die de geallieerden stelden dat alle D.VII's vernietigd of ingeleverd moesten worden. Ruim honderdveertig stuks werden naar de Verenigde Staten verscheept. Fokker wist echter op een clandestiene manier een aantal - waarschijnlijk 98 - per trein naar Nederland te transporteren. In Nederland hebben er daarvan nog twintig bij de toenmalige luchtvaartafdeeling (LVA), 20 bij de Marine Luchtvaartdienst (MLD) en 6 bij het Koninklijk Nederlandsch-Indisch Leger (KNIL) dienstgedaan.

### Nederlandsche Vliegtuigenfabriek en de Fokker Aircraft Corporation of America

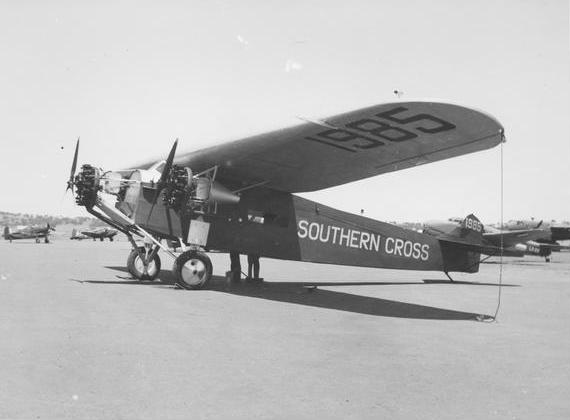
Een Fokker F.VIIb-3M "Trimotor". In dit geval de "Southern Cross" waarmee Charles Kingsford Smith als eerste de oversteek maakte over de Grote Oceaan

Toen Fokker in 1919 in Nederland terugkeerde, richtte hij met steun van familie, de Steenkolen Handels Vereniging (SHV) (eigendom van de families Van Beuningen en Fentener van Vlissingen), en van enkele rijke particulieren op 21 juli 1919 de Nederlandsche Vliegtuigenfabriek op. Wegens het oorlogsverleden werd de naam Fokker zorgvuldig vermeden. Voor de fabriek werden de hallen verbouwd van de door Albert Plesman georganiseerde ELTA, de Eerste Luchtvaarttentoonstelling in Amsterdam, die in de zomer van 1919 was gehouden. Een startbaan was er niet. De rompen en de vleugels werden op dekschuiten door Amsterdam naar Schiphol gevaren, en werden daar ter plekke geassembleerd.
Behalve het verder tot ontwikkeling brengen van militaire vliegtuigen, legde Fokker zich ook met succes toe op het bouwen van verkeersvliegtuigen. Hij was een van de eersten die het in de vliegtuigbouw aandurfde de rompen op te bouwen uit een gelaste naadloze buis. De jaren twintig vormden de gloriedagen van het Fokkerbedrijf. Fokker besloot in 1923 te emigreren naar de Verenigde Staten om daar de Amerikaanse tak van zijn bedrijf op te richten, de Atlantic Aircraft Corporation — vanaf 1927 de Fokker Aircraft Corporation of America. Eind jaren twintig was Fokker de grootste vliegtuigfabriek ter wereld, met vestigingen in Amsterdam-Noord en Veere, en op drie plaatsen in de Verenigde Staten. Begin jaren dertig vlogen wereldwijd 54 luchtvaartmaatschappijen met de populaire F.VII van Fokker en nog in 1936 omvatte de Fokker F.VII veertig procent van de Amerikaanse markt.
Aan deze glorietijd kwam echter tamelijk abrupt een einde toen op 31 maart 1931 TWA-vlucht 599 neerstortte in Kansas. Aan boord van de Fokker F.VII bevond zich namelijk de beroemde American footballcoach Knute Rockne, waardoor de crash veel aandacht van de pers kreeg. De oorzaak van het ongeluk bleek te liggen in de multiplex-laminaatconstructie die Fokker gebruikte.
Ook de economische crisis naar aanleiding van de beurskrach van 1929 had haar weerslag op het bedrijf. In 1930 werd de Fokker Aircraft Corporation of America overgenomen door General Motors. Een jaar later stapte Anthony Fokker, ontevreden met zijn ondergeschikte positie binnen General Motors, uit het bedrijf.
Intussen bleef Fokker in Europa actief, met de KLM als voornaamste afnemer van verkeersvliegtuigen van Fokker. Een historische dag was 30 december 1933 toen de vierkoppige bemanning werd gehuldigd, die met de driemotorige Fokker 'Pelikaan' een retourpostvlucht Amsterdam-Batavia in recordtijd had afgelegd. Vanaf 1934 stapte de KLM echter over op aluminium vliegtuigen van de Amerikaanse Douglas Aircraft Company, eerst de Douglas DC-2 (met de Uiver als eerste exemplaar) en daarna de grotere DC-3. Fokker reageerde met het ontwikkelen van de eveneens gestroomlijnde F.XXXVI en de kleinere F.XXII, waarvan de KLM ook enkele exemplaren kocht. Deze toestellen hadden echter nog steeds een houten frame, zodat het metalen Douglas-product het pleit won. Wel verwierf Fokker het verkooprecht en de opdracht voor de assemblage van de Douglas-vliegtuigen voor de Europese markt.

### De aanloop naar de Tweede Wereldoorlog

#### Fokker D.XXI en G.I-jachtkruiser

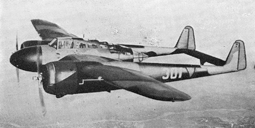
Een Fokker G.I jachtkruiser

Toen Duitsland zich midden jaren dertig begon te bewapenen, werd duidelijk dat de Nederlandse defensie hopeloos verouderd was. Tanks bezat Nederland niet en de enkele machinegeweren waarover het leger beschikte stamden nog uit de Eerste Wereldoorlog. Het leger maakte voor manoeuvres voornamelijk nog gebruik van paardentractie. Ook de Nederlandse luchtmacht was grotendeels verouderd en vloog nog met oude door Fokker geproduceerde dubbeldekkers. Fokker startte een aantal ambitieuze projecten om orders in de wacht te slepen. Begonnen werd met de ontwikkeling van de Fokker D.XXI, die in eerste instantie bedoeld was om verscheept te worden naar Nederlands-Indië. In Nederlands-Indië waren de doctrines echter gewijzigd waardoor men ter verdediging van de archipel besloot tot de aanschaf van bommenwerpers. De D.XXI werd door het Ministerie van Koloniën overgedragen aan het Ministerie van Oorlog, om beproefd te worden voor gebruik door de Luchtvaartafdeling (LVA) van het leger. Het was het eerste moderne toestel dat vanaf midden jaren dertig de gelederen van de Luchtvaartafdeling kwam versterken. Dit toestel was een eendekker met een 830 pk sterke Bristol Mercury-motor. Het beschikte over vier 7,7 mm machinegeweren en een niet intrekbaar landingsgestel. In totaal schafte de Nederlandse luchtverdediging er 36 aan. In mei 1940 waren hiervan er 29 operationeel. De D.XXI werd geëxporteerd naar Denemarken en Finland. Finland bouwt het toestel ook in licentie, deels met Pratt & Whitney Wasp-motoren. In de twee Fins-Russische oorlogen streden in totaal 93 D.XXI's mee.
Ook begon Fokker met de ontwikkeling van de Fokker G.I-jachtkruiser. De G.I was een uniek vliegtuig in zijn tijd. Hij was uitgerust met twee motoren en twee staartbomen en beschikte over acht machinegeweren in de neus. Het toestel werd in 1936 voor het eerst gepresenteerd op de luchtshow in Parijs. In eerste instantie wilde Fokker de Rolls-Royce Merlin-motor inbouwen maar deze waren vanwege de oorlogsdreiging veel te weinig beschikbaar. Daarom werd in het prototype een minder sterke en minder betrouwbare Hispano Suiza-motor ingebouwd. De LVA bestelde er 36 met Bristol Mercury-motoren van 830 pk elk. Vlak voor de Duitse inval werden ze bijna allemaal afgeleverd, maar velen waren op 10 mei 1940 niet inzetbaar.
De Spaanse luchtmacht bestelde 25 stuks met Pratt & Whitney Wasp-motoren. Deze werden door Nederland vlak voor de Duitse inval gevorderd. Tien hiervan konden in dienst worden gesteld, waarvan een klein aantal nog operationele vluchten uitvoerde. Duitsland maakte een aantal G.I's buit, die tijdens de oorlog werden ingezet bij de training van bemanningen voor de Duitse tweemotorige jachtkruiser Bf-110.

#### Fokkervliegtuigen tijdens de Duitse invasie

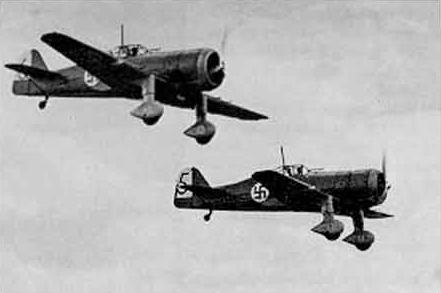
Een Fokker D.XXI, op deze foto in Finse dienst

De Fokker G.I bleek tijdens de Duitse invasie het enige toestel van de Luchtvaartafdeling te zijn dat iets tegen de Duitse jachtvliegtuigen in kon brengen. Veel G.I's werden echter op de grond al vernietigd. Ook de minder snelle en minder goed bewapende Fokker D.XXI wist een aanzienlijk aantal vijandelijke toestellen neer te halen, voornamelijk transportvliegtuigen. Ook tegenover de Messerschmitt Bf 109 behaalde de D.XXI een aantal successen. Dat er vijf keer zoveel Duitse vliegtuigen zijn neergehaald als er Fokkers werden afgeschoten, was echter voor het grootste deel te danken aan een van de weinige moderne onderdelen van de Nederlandse krijgsmacht: de luchtdoelafweer. Het verwijt dat de Nederlandse regering te weinig G.I's had aangeschaft is, gezien het grote Duitse overwicht, twijfelachtig.
Tijdens de oorlog werden de Fokker-fabrieken in beslag genomen door de Duitsers, en werden er Bücker Bestmann-lesvliegtuigen en onderdelen voor Junkers Ju 52-transportvliegtuigen gebouwd. In juli 1943 werd de fabriek aan de Papaverweg in Amsterdam-Noord drie keer gebombardeerd. De eerst, op 17 juli, raakte geen enkele bom de fabriek, ze kwamen op de omliggende woonwijken terecht met meer dan tweehonderd burgerslachtoffers tot gevolg. Een week later volgde twee bombardementen die de fabriek in de as legde. De productie werd daarop verspreid naar verschillende omliggende plaatsen, zoals Hilversum, Purmerend, Landsmeer, Oostzaan, Leiden, Helmond, Muiden en Weesp. In Weesp vond de productie plaats in de voormalige rijwielfabriek Magneet, die als gevolg van de bezetting tussen 1942 tot 1945 gesloten was.

### De wederopbouw

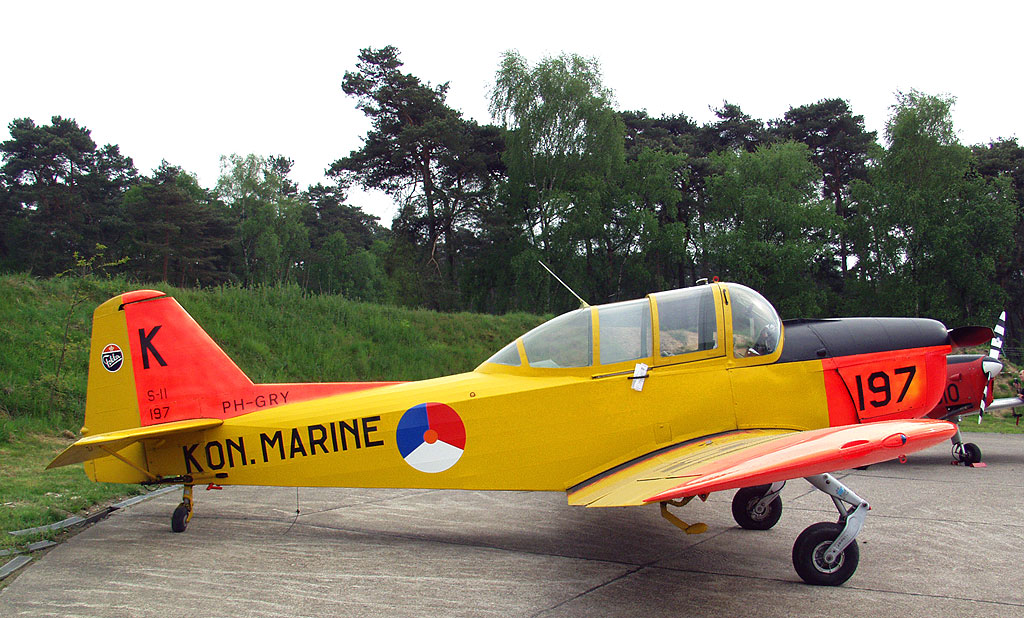
Een Fokker S.11

Na de oorlog verliep de wederopbouw van het bedrijf moeizaam. De fabriek was door de Duitsers leeggeroofd en de benodigde machines keerden maar mondjesmaat terug. Met de bouw van zweefvliegtuigen, carrosserieën van Scania Vabis- en Saurer-autobussen (als onderaannemer van busbouwer Verheul), plaatvervormers en z.g. Trichterkanister (speciale jerrycans met ingebouwde trechter) werd voorzichtig een nieuwe start gemaakt. Meer zoden aan de dijk zette een order van de Nederlandse en de Belgische luchtmacht om in totaal 300 straaljagers van het type Gloster Meteor in licentie te bouwen.
Als gevolg van de overvloed aan goedkope vliegtuigen uit de oorlog kenden de eerste naoorlogse Fokker-vliegtuigen weinig succes. Door Dakota-transportvliegtuigen om te bouwen tot passagierstoestellen wist Fokker hier toch nog een beetje van te profiteren. Van het F-25-zakenvliegtuig werd een kleine serie gebouwd. Het S-11-lesvliegtuig uit 1947 was een groter succes en werd door zowel door de Koninklijke Luchtmacht als de Koninklijke Marine aangekocht. Daarnaast werd het toestel naar Israël verkocht en in Brazilië in licentie gebouwd. De S-12 (een S-11 met neuswiel, één exemplaar) bleek geen succes. Ook de S-13 (tweemotorige militaire trainer) kwam niet verder dan een prototype. Verder werd de Fokker S.14 "Machtrainer" gebouwd. Tussen 1955 en 1967 heeft deze dienstgedaan als straaltrainer (jachtvliegeropleiding) bij de Koninklijke Luchtmacht. Dit vliegtuig heeft rechte vleugels met een luchtinlaat in de rompneus en is uitgerust met Martin-Baker schietstoelen. Instructeur en leerling zitten naast elkaar, een voor deze categorie trainers ongebruikelijke opstelling. De bredere romp heeft wel een negatieve invloed op de maximumsnelheid. Het type was geliefd bij de vliegers omdat hij prettig vloog (onder andere door de V stand van de vleugels) en met veel lagere snelheid kon landen dan de meeste jets uit die tijd, dankzij de rechte vleugel met groot oppervlak. Fokker heeft er twintig van gebouwd.

### Fokker Friendship

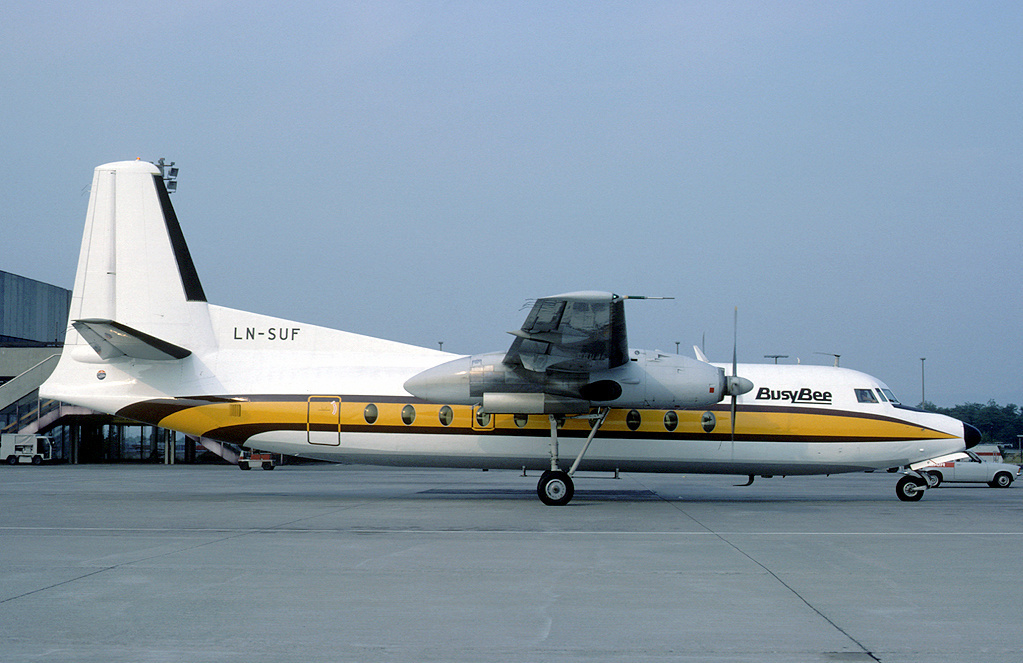
Fokker F-27 van Busy Bee

In 1951 verhuisde de fabriek naar Schiphol (op het huidige Schiphol-Oost). In 1958 introduceerde het bedrijf, dat voortaan Fokker zou heten, de Fokker F-27 'Friendship', zonder twijfel het vlaggenschip in de historie van Fokker. De Nederlandse regering had 27 miljoen gulden bijgedragen aan de ontwikkeling van dit vliegtuig. De F-27 groeide uit tot het meest verkochte West-Europese turbopropellervliegtuig. Van de Antonov An-24 zijn 1367 stuks verkocht; van de De Havilland Canada DHC-8 1018 stuks. Tot 1986, het laatste jaar waarin dit vliegtuig werd gemaakt, verkocht Fokker wereldwijd 786 van deze toestellen, waarvan er 206 in licentie werden gebouwd door het Amerikaanse Fairchild.

### Fokker Fellowship
In april 1962 kondigde Fokker een straalvliegtuig aan, de Fokker F-28 Fellowship. Van 1969 tot 1987 werden hiervan in totaal 241 toestellen gebouwd, in diverse uitvoeringen. Uit de Fellowship zouden later de Fokker 100 en de Fokker 70 worden ontwikkeld.

### VFW-Fokker
In 1969 fuseerde Fokker met het Duitse Vereinigte Flugtechnische Werke (VFW) in Bremen tot VFW-Fokker. De fusie was geen succes. Van de VFW-614, het enige vliegtuig dat uit deze combinatie werd geboren, werden maar negentien toestellen verkocht, onder andere omdat het de concurrentie met de Friendship niet goed aankon. Begin 1980 werd de fusie ontbonden.

### Fokker 50, Fokker 100 en Fokker 70

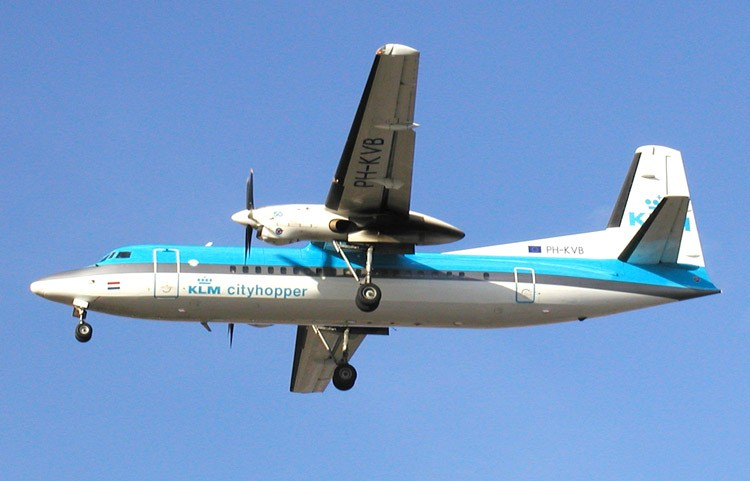
Een Fokker 50 van KLM Cityhopper

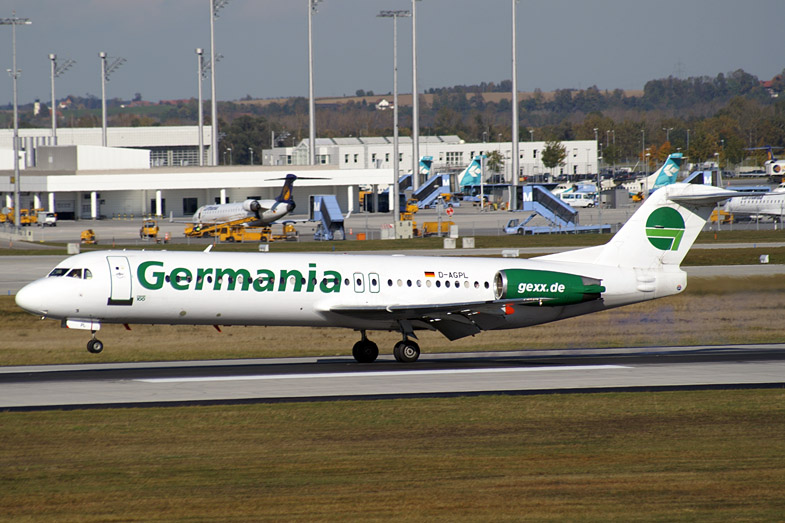
Een Fokker 100

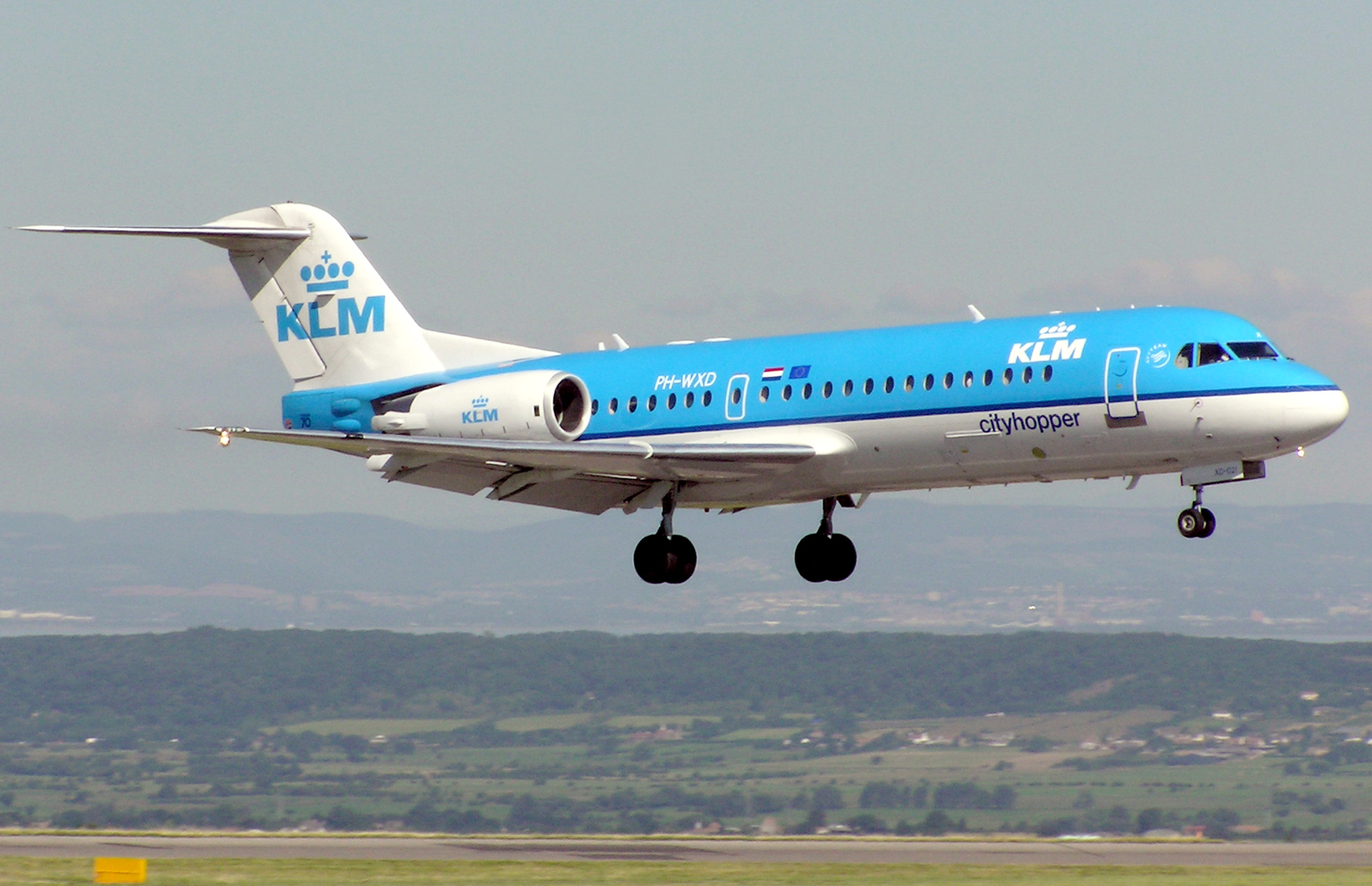
Een Fokker 70

Inmiddels was Frans Swarttouw in 1978 president-directeur geworden. Hij was afkomstig uit de Rotterdamse containeroverslag. Na het vastlopen van de samenwerking met VFW gaf hij het startsein tot een wanhoopsoffensief. Gelijktijdig zouden twee nieuwe toestellen worden ontwikkeld. De Fokker 50 zou de sterk gemoderniseerde opvolger worden van de F-27 Friendship, en de Fokker 100 zou uit de F-28 Fellowship worden ontwikkeld. Swarttouw wist vervolgens het voltallige personeel tegen zich in te nemen door het bedrijf laatdunkend 'een blikfabriek' te noemen. De ontwikkelingskosten voor de nieuwe toestellen liepen gigantisch op, en in 1987 zat Fokker vrijwel aan de grond. De Nederlandse overheid sprong bij met 212 miljoen gulden, onder voorwaarde dat Fokker een 'strategische partner' zocht. British Aerospace en DASA kwamen als meest geschikte kandidaten naar voren, met de laatste partij werden de onderhandelingen geopend.
Fokker kreeg in 1990 de Koning Willem I-prijs voor goed ondernemerschap en vernieuwing. Vooral de gelijktijdige ontwikkeling van de F-50 en de F-100 werd geprezen. De prijs werd door Prins Claus overhandigd aan de voorzitter van de raad van bestuur van Fokker, ir. M.Kuilman. Een jaar later maakte Fokker bekend dat uit de Fokker 100 een kleiner toestel zou worden ontwikkeld, de Fokker 70. Plannen voor een Fokker 130 werden door DASA en haar moederconcern Daimler-Benz steevast getorpedeerd.
Na jarenlange en zeer moeizame onderhandelingen werd op 30 oktober 1992 het principe-akkoord tussen Fokker en DASA ondertekend. De problemen waren daarmee echter allerminst voorbij. In 1994 vierde Fokker het 75-jarige jubileum zeer sober. Wel werd vol trots de nieuwe F-70 gepresenteerd. Ook de afzet van dit model voldeed echter niet aan de verwachtingen en de moeilijkheden stapelden zich op, mede als gevolg van interne problemen bij Daimler-Benz. Het lot van Fokker, en de achtduizend mensen die er werkten, lag in handen van de Duitsers.

### Faillissement
Op 22 januari 1996 hakte de raad van commissarissen van Daimler-Benz de knoop door. Het concern, dat zijn eigen uitbouw tot een wereldwijd vervoersconcern al eerder had zien mislukken, draaide de geldkraan dicht. Op 23 januari 1996 werd door de rechtbank te Amsterdam voorlopig uitstel van betaling verleend. Op 15 maart 1996 ging Fokker ten slotte failliet.
Delen van het originele bedrijf bleven na faillissement overeind. De ruimtevaartafdeling ging als zelfstandig bedrijf verder, vanaf 2002 onder de naam Dutch Space. De fabrieken voor vliegtuigonderdelen en vliegtuigonderhoud/reparatie maakten vanaf 1996 als Fokker Aviation deel uit van het Stork-concern en zijn onder meer partner in het JSF-project. In 2003 startte een Fokker-onderdeel van Stork, Fokker Services, het project FokkerFUTURE. Door een samenwerkingsverband aan te gaan met verschillende toeleveranciers werden de oude Fokker 50 en 100 opgeknapt en opnieuw in de markt gezet, waarbij men een onderhoudsgarantie kon geven tegen lage kosten. Zo behield Fokker Services zijn bestaansrecht. Daarnaast werd een Fokker 50 Maritime Patrol-versie ontwikkeld, werden drie Fokker 50's door Fokker Services omgebouwd tot vrachtvliegtuig en biedt Fokker Services de Fokker 100 aan als Executive Jet (Fokker F100EJ). Voor dit project ontving Fokker Services in 2005 de Aerospace Industry Award in de categorie Air Transport, uitgereikt door het tijdschrift Flight International.

## Ruimtevaartactiviteiten
In 1967 werd door Fokker op bescheiden schaal een ruimtevaartafdeling opgezet.
Aanvankelijk werden enkele kleine opdrachten verworven voor onderdelen van een paar Europese satellieten. Een grote stap werd samen met Philips en de Nederlandse universiteiten in 1968 gezet met de ontwikkeling van de eerste Nederlandse satelliet, de ANS. Fokker was daarbij verantwoordelijk voor de ontwikkeling en productie van de deelsystemenstructuur, thermische huishouding, standregeling en zonnepanelen. Ook de ontwikkeling op satellietsysteemniveau viel onder Fokkers verantwoordelijkheid. Na de succesvolle lancering van de ANS volgde nóg een groot Nederlands satellietproject: de IRAS. In 1983 werd ook dat project met een succesvolle lancering afgesloten.
Intussen was een serie bijdragen aan allerlei Europese aardobservatie/milieusatellietprojecten begonnen. Fokker ontwikkelde zich al snel tot specialist op deelgebieden als structuren, thermische huishouding, standregelsystemen en zonnepanelen. Ook aan de ontwikkeling van de Europese Ariane-raket in al zijn uitvoeringen (Ariane 1, 2, 3, 4, 5) heeft Fokker bijgedragen. Daarvoor werden de motorophanging en verbindingsstructuren tussen de rakettrappen gemaakt. Ook ontwikkelde Fokker, samen met een Russische onderaannemer, een reusachtig parachutesysteem waarmee de vastebrandstofraketten (boosters) van de Ariane 5 na het leegbranden weer onder gecontroleerde omstandigheden naar de aarde konden afdalen.
De bijdrage tot het International Space Station (ISS) concentreerde zich op een aantal deelstudies in de voorontwerpfase, en op de ontwikkeling en bouw van een autonome robotarm (ERA) die te zijner tijd aan de buitenzijde van het ruimtestation ISS zijn werk moet gaan doen. In de loop van haar bestaan werd de ruimtevaartafdeling steeds zelfstandiger. Kort voor het faillissement van Fokker (1996) werd de afdeling een zelfstandig bedrijf. De naam evolueerde van Fokker Space & Systems (FSS) via Fokker Space (FS) tot Dutch Space (DS).
Op 1 januari 2006 werd Dutch Space in samenspraak met het ministerie van Economische Zaken overgenomen door EADS Astrium. Dutch Space is in Leiden gevestigd en is nauw betrokken bij de ontwikkeling van een nieuwe, kleinere Europese raket, de Vega.

## Vliegtuigtypen

### Tot en met de Eerste Wereldoorlog
| - Fokker Spin - Fokker M.1 - M.4 Spin (militaire versies) - Fokker W.1 - W.2 - Fokker A.III (M.5K) - Fokker A.II (M.5L) - Fokker M.6 - Fokker B.I (M.7 en M.10E) - Fokker W.3 - Fokker A.I (M.8) - Fokker M.9 - Fokker B.II (M.10Z) | - Fokker E.I (M.5K/MG) - Fokker E.II (M.14) - Fokker E.III (M.14v) - Fokker E.IV (M.15) - Fokker M.16E en M.16Z - Fokker B.II (M.17Z) - Fokker B.III (M.18Z) - Fokker D.I (M.18E) - Fokker D.II (M.17E) - Fokker D.III (M.19) - Fokker D.IV (M.21) - Fokker D.V (M.22) | - Fokker V.1 - V.4 - Fokker F.I (V.5) - Fokker Dr.I - Fokker V.6 - Fokker V.7 - Fokker V.8 - Fokker V.9 - Fokker D.VI (V.13) - Fokker D.VII (V.11/2) - Fokker V.17 - V.25 - Fokker E.V/D.VIII (V.26) - Fokker V.27 - V.37 - Fokker C.I (V.38) |

### Tot de Tweede Wereldoorlog

#### Militaire vliegtuigen
| - Fokker T.I - Fokker T.II - Fokker S.I - Fokker D.IX - Fokker D.X - Fokker S.II - Fokker B.I - Fokker C.IV - Fokker S.III - Fokker D.XI - Fokker T.III - Fokker B.II | - Fokker C.V - Fokker D.XII - Fokker D.XIII - Fokker S.IV - Fokker D.XIV - Fokker B.III - Fokker T.IV / T.IVa - Fokker C.VIIw - Fokker D.XVI - Fokker C.VIII - Fokker C.IX | - Fokker D.XVII - Fokker C.X - Fokker C.XIw - Fokker D.XXI - Fokker G.I - Fokker T.V - Fokker S.IX - Fokker C.XIVw - Fokker T.VIIIw - Fokker D.XXIII - Fokker T.IX |

#### Verkeersvliegtuigen
Tussen haakjes jaar van de eerste vlucht.
| - Fokker V.39 - Fokker V.42 - Fokker C.II - Fokker F.6 - Fokker F.II - Fokker F.III - Fokker F.IV - Fokker F.V - Fokker F.VII - Fokker F.VIII - Fokker F.IX | - Fokker F.X (F.10) - Fokker F.XI "Universal" - Fokker F.XIV (1929) - Vrachtvliegtuig, één exemplaar. - Fokker F.XII (1930) - Fokker F.XVIII (1932) - Passagiersvliegtuig o.a. Amsterdam-Batavia v.v., vijf exemplaren. - Fokker F.XX (1933) - Ontworpen als snellere F.XVIII, slechts één exemplaar gebouwd. - Fokker F.XXXVI (1934) - Grootste vooroorlogse vliegtuig van Fokker, één exemplaar. - Fokker F.XXXVII - Fokker F.XXII (1935) - Kleinere F.XXXVI, vier exemplaren. - Fokker F.56 (1945) - Prototype voor een luxe dubbeldekker passagiersvliegtuig. |

### Na de Tweede Wereldoorlog
- Fokker F.25 "Promotor" - Een zakenvliegtuig, het eerste nieuwe vliegtuig door Fokker gebouwd na de Tweede Wereldoorlog.
- Fokker F26 "Phantom" (1946) - Een civiel straalvliegtuig. Er is een schaalmodel van dit studieobject getoond in Parijs in 1946. Er is nooit een prototype gebouwd.
- Fokker S.11 "Instructor" - Een militair single-propvliegtuig voor trainingsdoeleinden.
- Fokker S.12 "Instructor" - Gemodificeerde versie van de S-11.
- Fokker S.13 "Universal Trainer".
- Fokker S.14 "Machtrainer" (1951) - Een militaire straaljager voor trainingsdoeleinden.
- Fokker F27 "Friendship" (1955) - Een civiel vliegtuig met 4-bladige Dowty Rotol-propeller en Rolls-Royce Dart6-turbopropmotoren. Later met iets grotere propellers uitgevoerd en een opgevoerde Dart7-motor.
- Fokker F28 "Fellowship" (1967) - Het eerste straalvliegtuig van Fokker, met twee Rolls-Royce Spey Mk 555 motoren.
- Fokker 50 (1985) - Een flink gemoderniseerde versie van de F27, met zesbladige Dowty Rotol-propellers, voor maximaal 50 passagiers.
- Fokker 60 (1985) - Een verlengde versie van de Fokker 50. Alleen voor militaire doeleinden gebruikt.
- Fokker 100 (1986) - Een flink gemoderniseerde en verlengde versie van de F28, voor maximaal 100 passagiers. De Fokker 100 is voorzien van 2 Rolls-Royce Tay 620-15 of 650-15 motoren.
- Fokker 70 (1993) - Een verkorte versie van de Fokker 100, voor 70 passagiers.
- Fokker 130 - Een verlengde versie van de Fokker 100, voor 130 passagiers. Nooit gebouwd, ontwikkeling door DASA in 1993 stopgezet.

Na het faillissement van de fabriek in 1996 werd gestudeerd op de F-130 NG - Een verlengde versie van de Fokker 100, voor 130 passagiers door Fokker Next Gen. Het project werd nooit voltooid.

## Werknemers

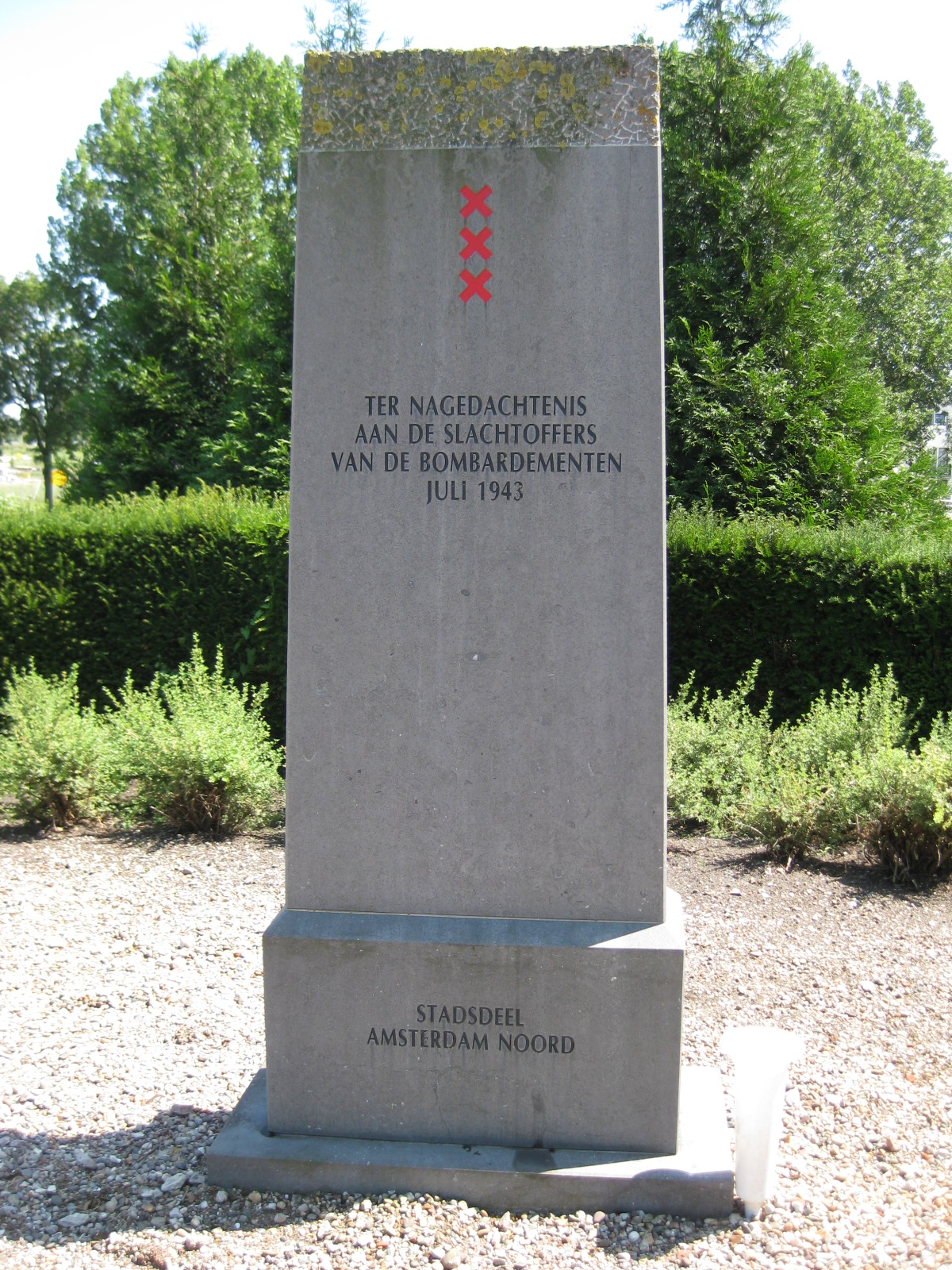
Het monument ter nagedachtenis van de slachtoffers

Enkele bekende oud-werknemers van Fokker in Nederland:
- Gerrit van der Wal
- Jan Bots
- Frits Diepen
- Bernard Dijkhuizen
- Guy van Grinsven
- Erik Jan Nederkoorn
- Frans Swarttouw
- Jan in 't Veld
- Peter Schilperoort[5]

Veel van de slachtoffers van de bombardementen in 1943 zijn begraven op de Noorderbegraafplaats in Amsterdam-Noord, waar in 2003 een monument werd geplaatst. Er wordt jaarlijks een herdenkingsdienst gehouden.